# Empoasca fuscoviridis
Empoasca fuscoviridis är en insektsart som beskrevs av Paul W. Oman och Wheeler 1938. Empoasca fuscoviridis ingår i släktet Empoasca och familjen dvärgstritar.
Artens utbredningsområde är Colorado. Inga underarter finns listade i Catalogue of Life.